# Talleres Rugby Club
El Talleres Rugby Club es un equipo de rugby de Brasil con sede en la ciudad de Recife en el estad de Pernambuco. Fue fundado el día 12 de octubre de 2010 y disputa competiciones bajo las modalidades de Rugby Unión y Rugby Seven. Se encuentra afiliado a la Confederación Brasileña de Rugby, a la Federación Nordestina de Rugby (FENERU) y a la Federación Pernambucana de Rugby. La institución fue creada en honor al Club Atlético Talleres, equipo de fútbol profesional de la Ciudad de Córdoba en Argentina.

## Historia
César Pereyra, su fundador, emigró a Brasil a fines del año 2001 a causa de la grave crisis socioeconómica que azotaba a su país, Argentina; a diferencia de aquellos compatriotas que partieron a España por la facilidad del idioma, él eligió Recife, ciudad capital de la región de Pernambuco en el nordeste de Brasil. Al principio brindaba clases de español hasta que decidió abrir una pequeña empresa que fabrica alfajores. Ya con fondos estableció la filial de Talleres en Brasil y decide fundar el 12 de octubre de 2010 al Talleres Rugby Club.
El 20 de agosto de 2017 consigue el título más importante de la región Nordeste de Brasil, el Super XV; el primero en la historia para un equipo de Pernambuco; venció por 20 tantos a 0 al Parnaíba.

## Títulos
Los logros deportivos conseguidos por la institución son los siguientes:

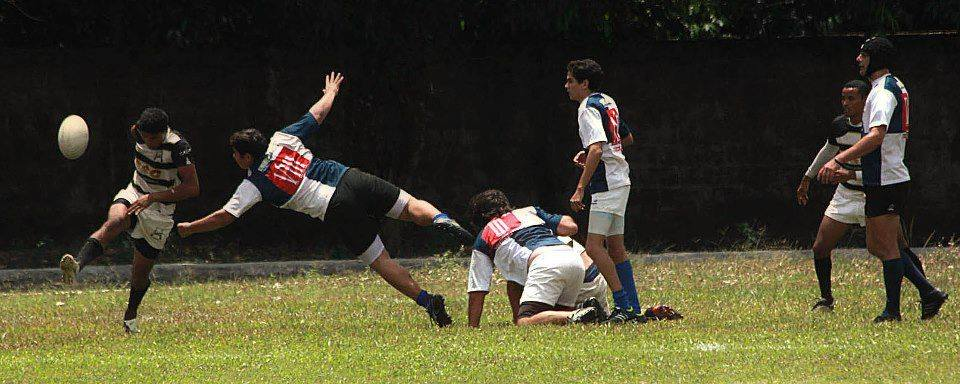
Talleres Rugby Club durante un partido.

- Talleres Rugby Club durante un partido. Nordeste Sevens:  Subcampeón (2010, 2013), 2014.
- Nordeste Super XV: Subcampeón 2015, Campeón 2017.
- Nordeste Tens: Subcampeón 2015.
- Campeonato Pernambucano de Rugby XV: Campeón 2014, 2015.
- Campeonato Pernambucano de Rugby 7's: Subcampeón (2013), 2015.